# Zack Taylor
Pour les articles homonymes, voir Taylor.
Zack Taylor est un personnage de fiction de la franchise Power Rangers. Il est apparu pour la première fois en tant que personnage principal de la série Power Rangers : Mighty Morphin où il est incarné par l'acteur afro-américain Walter Emanuel Jones. Dans le reboot cinématographique Power Rangers (2017), le rôle est repris par l'acteur sino-canadien Ludi Lin.

## Biographie fictive

### Power Rangers: Mighty Morphin
Zack est un lycéen d'Angel Grove en Californie. Passionné de danse hip-hop, il aime passer du temps avec ses amis Jason, Billy, Trini et Kimberly. Un jour, ils sont tous les cinq téléportés dans un centre de commande. Ils y font la connaissance de Zordon et du robot Alpha 5. Ils découvrent qu'ils ont été sélectionnés pour devenir les Power Rangers, cinq soldats dont la mission est de défendre la Terre et de la méchante Rita Repulsa, une sorcière emprisonnée depuis 10 000 ans.
Zack devient alors le Ranger noir. Son Zord (robot métallique de combat des Rangers) est inspiré d'un Mastodonte, tout comme son médaillon de transmutation. Zack et ses amis vont alors mener de nombreuses batailles contre Rita et ses sbires, notamment le terrible Goldar,.
Les Rangers croisent ensuite la route de Tommy Oliver, qui affronte Jason dans un combat très disputé dans un tournoi d'arts martiaux. Tommy est ensuite accueilli par les autres de la bande. Mais Rita Repulsa prend possession de l'esprit de Tommy et le transforme en un être maléfique, le Ranger vert. Il doit alors affronter les Power Rangers. Finalement, Tommy parviendra à se libérer de l'emprise de Rita. Il conservera cependant ses pouvoirs du Ranger vert et sera intégré aux autres Rangers.
Plus tard, les Power Rangers découvrent que Zordon a créé un nouveau Power Ranger, le Ranger blanc. Lorsque ce dernier est présenté aux autres, Kimberly tombe dans les pommes en découvrant l'identité du Ranger, Tommy. Ce dernier avait quitté la ville depuis qu'il avait perdu ses pouvoirs de Ranger vert.
Zack quitte Angel Grove pour aller à une Conférence de pays en Suisse, avec deux autres Rangers, Trini et Jason. Zack sera remplacée en tant que Ranger noir par Adam Park.

### Power Rangers Super Megaforce
Ça doit être lui dans le dernier épisode en ranger noir avec les rangers légendaires.

### Mighty Morphin Power Rangers: Pink(comics)
Kimberly protège une cité française d'une attaque de Goldar. Elle fait téléporter Zack et Trini pour l'aider. Zordon utilise l'épée de la Lumière pour leur rendre leurs pouvoirs. Zack redevient alors le Ranger noir. Il est alors révélé qu'il a une histoire d'amour avec Trini,.

### Version alternative

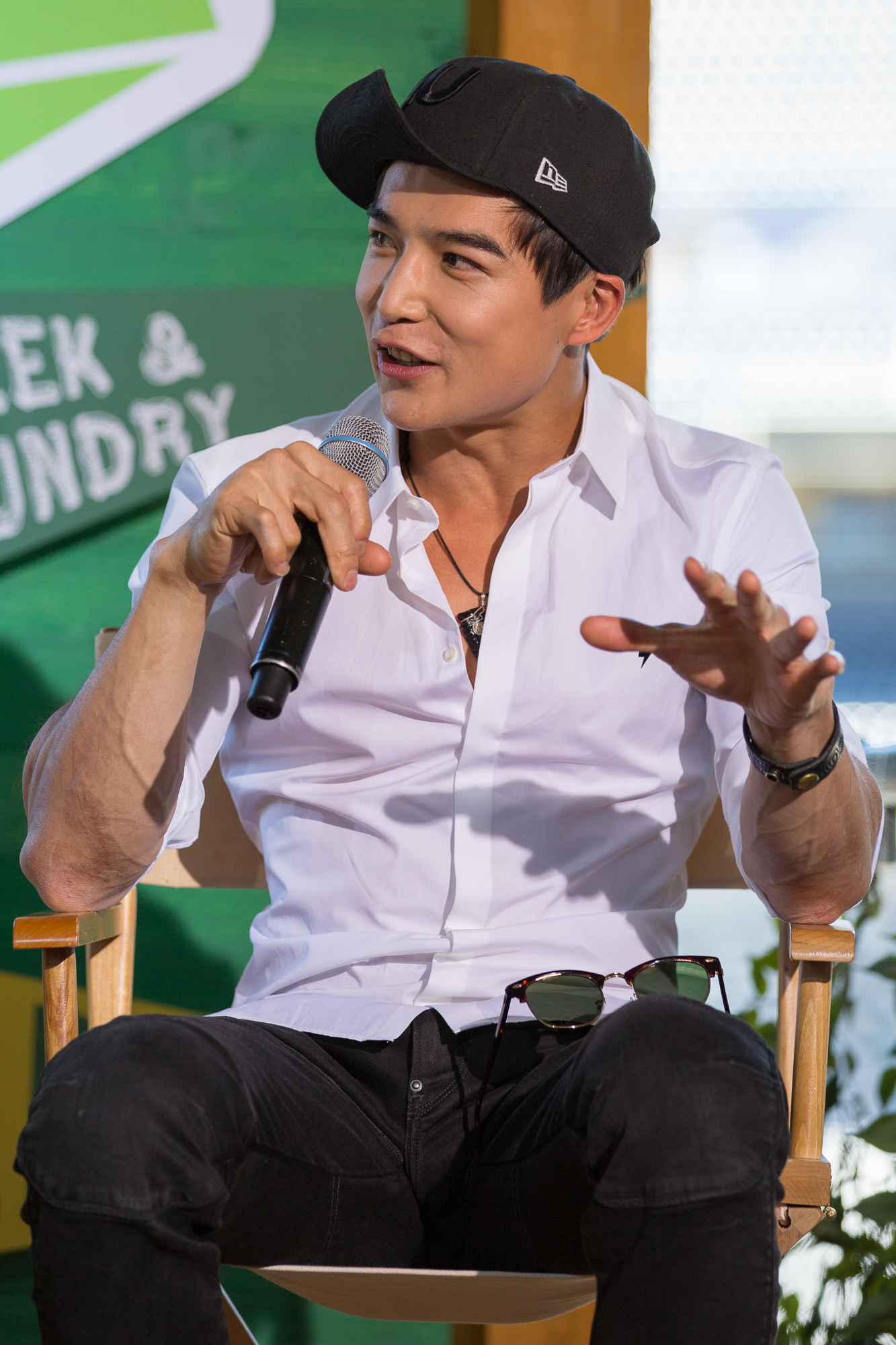
Ludi Lin interprète Zack dans le film de 2017

Dans le film de 2017, Zack observe de loin Trini Kwan, près de la mine. Le soir, une immense explosion retentit. Zack s'approche la zone. Il y rencontre l'auteur de cette explosion Billy Cranston, ainsi que Jason Scott et Kimberly Hart. Trini est aussi là mais reste en retrait. Elle les met en garde de l'arrivée des gardes. Les cinq jeunes gens découvrent ensuite dans la roche cinq pierres, de cinq couleurs différentes. Ils en prennent chacun un : rouge pour Jason, rose pour Kimberly, jaune pour Trini, bleu pour Billy et noir pour Zack. Cela les mène ensuite au cœur d'un immense vaisseau spatial. Il y font la connaissance du robot Alpha 5 et surtout de Zordon, l'ancien Ranger rouge et chef des Power Rangers, désormais coincé dans une autre dimension. Zordon apprend aux adolescents qu'ils ont été choisis pour reprendre le flambeau des Power Rangers. La menace plane sur la ville d'Angel Grove, depuis le retour de Rita Repulsa, l'ancienne Ranger vert qui a jadis trahi Zordon et ses coéquipiers. Alors que Jason prend ces choses au sérieux, Trini et les autres ont du mal à se sentir concernés. De plus, ils n'arrivent pas faire avoir la cohésion de groupe nécessaire pour faire apparaitre leurs armures. Ils vont devoir alors créer un lien entre eux. Un soir, autour d'un feu, Zack explique sa situation familiale : il vit seule avec sa mère, qui est extrêmement malade. Alors que l'équipe commence à se souder, les lycéens subissent un entrainement aussi long que laborieux, les jeunes gens parviennent enfin à devenir des Power Rangers. Ils unissent leurs forces pour vaincre Rita.

## Commentaires

### Départ prématuré du personnage
Le personnage de Zack quittera précipitamment la série Power Rangers : Mighty Morphin. Il est révélé que le personnage est parti en Suisse pour une conférence de paix, avec deux autres Rangers, Trini et Jason. En réalité, les acteurs Austin St. John et Walter Jones ont été renvoyés pour des exigences salariales trop élevées, alors que Thuy Trang souhaite reprendre ses études. Les personnages continueront à apparaitre durant quelques épisodes mais uniquement filmés de dos (incarnés par des doublures), en images d'archives ou avec leurs costumes et masques de Rangers. Ils seront ensuite remplacés par des anciens étudiants de Stone Canyon : Rocky DeSantos (Ranger rouge), Adam Park (Ranger noir) et Aisha Campbell (Ranger jaune). Si le personnage de Jason revient dans Power Rangers : Zeo, Power Rangers Turbo, le film et dans un épisode de Power Rangers : Force animale commémorant les 10 ans de la franchise, il n'est pas précisé ce que sont devenus Trini et Zack après la conférence de paix en Suisse.

### Critique sur le choix de la couleur noire
Dans Power Rangers : Mighty Morphin, le Ranger jaune Trini est incarné par une actrice asiatique et le Ranger noir par un Afro-Américain. Cela sera une source de critiques en raison des clichés liés aux couleurs et aux préjugés raciaux,. De nombreuses parodies tentent d’illustrer le racisme présumé de la série,,.
Pour éviter ce problème, les personnages seront modifiés à partir de la saison 2 : le personnage d'origine asiatique Adam Park reprend le personnage du Ranger noir alors que les pouvoirs du Ranger jaune reviennent à Aisha Campbell, une Afro-Américaine. De plus, dans le reboot cinématographique de 2017, le Ranger noir Zack Taylor est incarné par un acteur asiatique, le Ranger jaune Trini est incarné par une latino-américaine alors que le Ranger bleu Billy Cranston est un Afro-Américain.